# Homosassa Springs
Homosassa Springs es un lugar designado por el censo ubicado en el condado de Citrus en el estado estadounidense de Florida. En el Censo de 2010 tenía una población de 13.791 habitantes y una densidad poblacional de 211,71 personas por km².

## Geografía
Homosassa Springs se encuentra ubicado en las coordenadas 28°48′32″N 82°32′25″O / 28.80889, -82.54028. Según la Oficina del Censo de los Estados Unidos, Homosassa Springs tiene una superficie total de 65.14 km², de la cual 65.1 km² corresponden a tierra firme y (0.06%) 0.04 km² es agua.

## Demografía
Según el censo de 2010, había 13.791 personas residiendo en Homosassa Springs. La densidad de población era de 211,71 hab./km². De los 13.791 habitantes, Homosassa Springs estaba compuesto por el 95.62% blancos, el 0.94% eran afroamericanos, el 0.43% eran amerindios, el 0.73% eran asiáticos, el 0.03% eran isleños del Pacífico, el 0.37% eran de otras razas y el 1.89% pertenecían a dos o más razas. Del total de la población el 3.6% eran hispanos o latinos de cualquier raza.